# Dick Miller (cestista)
Richard Mathias Miller, detto Dick (Milwaukee, 26 aprile 1958 – Romulus, 11 gennaio 2014), è stato un cestista statunitense, professionista nella NBA e in Spagna.

## Carriera
Venne selezionato dagli Indiana Pacers al secondo giro del Draft NBA 1980 (40ª scelta assoluta).
Con gli Stati Uniti disputò i Giochi panamericani di San Juan 1979.